# 亚历山大·谢列布罗夫
亚历山大·亚历山德罗维奇·谢列布罗夫（俄语：Александр Александрович Серебров，羅馬化：Aleksandr Aleksandrovich Serebrov，1944年2月15日—2013年11月12日）是苏联宇航员。

## 生平
1944年2月15日生于莫斯科。1961年毕业于莫斯科第36中学，进入莫斯科物理技术学院。1967年本科毕业，1970年硕士毕业。1976年加入苏联共产党。自1976年以来，他在能源科研生产联合公司工作，参与航天器的开发和测试。1978年12月入选苏联测试宇航员队伍。
他的第一次太空任务是作为联盟T-7的随航工程师，与指令长波波夫和研究工程师薩維茨卡婭于1982年8月19日升空。飞船与礼炮7号空间站进行了对接。在工作数天后，他乘坐联盟T-5于8月27日成功返回地面。1983年4月20日又乘坐联盟T-8升空，但此次任务与礼炮7号空间站对接失败，2天后即返回地球。1989年9月5日至1990年2月19日与维克托连科进行了和平号空间站第五次远征任务，期间进行了太空行走。
他的第四次任务是作为随航工程师，与指令长瓦西里·齐布利耶夫和法国宇航研究员让-皮埃尔·海涅雷乘坐联盟TM-17飞船于1993年7月1日升空，7月3日飞船与和平号空间站成功对接。他们与空间站中的曼纳科夫和波列修克会和。1994年1月14日，他和齐布利耶夫乘坐返回舱，成功降落在卡拉干达附近130公里处。

## 统计
太空行走统计
| #      | 日期（UTC）    | 同伴                | 持续时长 |
| ------ | -------------- | ------------------- | -------- |
| 1      | 1990年1月8日   | 亚历山大·维克托连科 | 2时56分  |
| 2      | 1990年1月11日  | 亚历山大·维克托连科 | 2时54分  |
| 3      | 1990年1月26日  | 亚历山大·维克托连科 | 3时02分  |
| 4      | 1990年2月1日   | 亚历山大·维克托连科 | 4时59分  |
| 5      | 1990年2月5日   | 亚历山大·维克托连科 | 3时45分  |
| 6      | 1993年9月16日  | 瓦西里·齐布利耶夫   | 4时18分  |
| 7      | 1993年9月20日  | 瓦西里·齐布利耶夫   | 3时13分  |
| 8      | 1993年9月28日  | 瓦西里·齐布利耶夫   | 1时52分  |
| 9      | 1993年10月22日 | 瓦西里·齐布利耶夫   | 0时38分  |
| 10     | 1993年10月29日 | 瓦西里·齐布利耶夫   | 4时12分  |
| 总时长 | 总时长         | 总时长              | 31时49分 |

## 退役
1995年5月10日退役。后曾作为特邀嘉宾出席了许多电视节目。2009年成为莫斯科物理技术学院名誉教授。
2013年11月12日在莫斯科去世，享年69岁，11月15日被埋葬在莫斯科东北部的奥斯坦金诺公墓。

## 轶闻
- 根据《纽约时报》的一篇文章，他协助设计了一款单人“太空摩托车”，用于救援在舱外工作中遇到突发事件的宇航员[8]。这辆名为伊卡洛斯的车辆于1990年2月进行了测试，并在和平号空间站放置了数年，但未曾使用过[9]。

- 谢列布罗夫在1993年执行联盟TM-17任务的时候，将自己的Game Boy掌上游戏机带到了和平号空间站，玩起了俄罗斯方块游戏。这也让Game Boy成为了第一款在太空使用过的游戏机[10]。

## 荣誉
- 蘇聯英雄荣誉称号（1982年8月27日）
- 苏联宇航员荣誉称号（1982年8月27日）
- 各民族人民友谊勋章（1994年1月14日）[11]
- 列寧勳章（两次：1982年、1983年）
- 十月革命勋章（1990年）
- 太空探索優異獎章（2011年4月12日）[12]
- 军官级法國榮譽軍團勳章（1988年）
- 拜科努尔荣誉市民（1982年）[13]